# Розала од Италије
Розала од Италије (позната и као Розала Ломбардијска, Розала од Ивреје или Сузана од Ивреје; око 950-960 - 1003) је била грофица Фландрије и краљица Француске. Обављала је функцију регенткиње Фландрије 987. и 988. године, током малолетства свога сина. 

## Биографија
Розала (Сузана) је била рођена између 950. и 960. године. Била је ћерка Беренгара од Ивреје, краља Италије (око 900 - 966). Њена мајка, Вила од Тоскане, била је ћерка Боса, маркгрофа Тоскане, и његове супруге Виле. Године 968. удала се за Арнулфа II од Фландрије (умро 987. године). Након мужевљеве смрти, обављала је функцију регенткиње две године, током малолетства свог сина. Розала се 1. априла 988. године удала по други пут. Овога пута супруг јој је био знатно млађи Роберт Пије (972-1031) Rex Filius Француске. Брак је организовао његов отац Иго Капет. Према неким спорним изворима, Розала је своме мужу донела Монтреил и Понтије у мираз. Други извори тврде да јој је било завештано наслеђе на те територије. Након склапања другог брака, Розала је променила име у Сузана. Носила је титулу краљице током владавине Ига Капета. Од 991/992. године Розала није живела са супругом, јер је била превише стара за њега. Није му могла родити наследника. 
Након смрти Ига Капета, Роберт се у потпуности одвојио од Розале, желећи да се ожени са Бертом од Бургундије. Тај брак, међутим, није био законит због превише блиског сродства, те се Роберт 1003. године по трећи пут оженио Констанцом од Арла, која му је родила седморо деце. Розала се након развода повукла у Фландрију, где је умрла. Тамо је и сахрањена. Роберт је задржао контролу над својим миразом или права над поменутим територијама.

### Потомство
Розала је најпре била удата за Арнулфа од Фландрије. Са њим је имала следећу децу:
- Балдуин IV Фландријски (980-1035)[6]
- Матилда (умрла 995.)[1]

Из брака са Робертом Француским Розала није имала потомака. 